# Sweet Home 3D
Sweet Home 3D — свободная компьютерная программа с открытым исходным кодом для моделирования интерьера, архитектурной визуализации жилых пространств и плана дома.

## Возможности
- Двумерные и трёхмерные планы.
- Импорт трёхмерных моделей в форматах: OBJ (Wavefront), DAE (COLLADA), 3DS (3D Studio MAX) и LWS (LightWave Scene)[10]. Импорт фоновых изображений в форматах: BMP, GIF, JPEG, PNG.
- Экспорт плана в форматах SVG и PDF, экспорт трёхмерного вида в формате OBJ. Создание демонстрационных графических и видео файлов проекта интерьера.
- Использовать на планировке можно только те объекты, которые предусмотрены программой. Каталоги объектов доступы для скачивания на официальном сайте[11].

## Использование
Кроме запуска программы с какого-либо носителя, также возможно использование приложения в веб-браузере, при условии установленной в операционной системе программы Java Runtime Environment и её поддержки этим браузером.